# As-Saïd Nâsir ad-Dîn Baraka Khan ben Baybars
Pour les articles homonymes, voir An-Nasir.
As-Said Nâsir ad-Dîn Baraka Qan est le sultan mamelouk d'Égypte de 1277 à 1279, fils de Baybars.

## Biographie
Son père l'a marié avec la fille de Qala'ûn dans le but d'en faire un allié lorsqu'il viendrait au pouvoir. À la mort de son père en 1277, il n'a alors que dix-neuf ans. Il fait emprisonner le naib (vice-sultan) de son père et le remplace par un page d'origine mongole. Il envoie Qala'ûn en campagne contre le royaume arménien de Cilicie, mais celui-ci comprend que c'est une manœuvre pour l'éloigner et il revient au Caire. Said Baraka Khan qui était à Damas se réfugie dans la citadelle du Caire où il est assiégé par Qala'ûn. Le 18 août 1279, Said Baraka Khan est contraint de se retirer et de quitter le Caire. Il peut se retirer dans la forteresse d'Al-Karak (en actuelle Jordanie) où il meurt peu après. 
Son frère Salamish qui n'a que sept ans lui succède pendant trois mois avec comme tuteur et régent Qala'ûn.